# Акшубіно
Акшу́біно (рос. Акшубино, марій. Акшымсола) — присілок у складі Йошкар-Олинського міського округу Марій Ел, Росія.

## Населення
Населення — 36 осіб (2010; 48 у 2002).
Національний склад (станом на 2002 рік):
- марі — 61 %
- цигани — 29 %